# Вайдінг
Вайдінг (нім. Weiding) — громада в Німеччині, розташована в землі Баварія. Підпорядковується адміністративному округу Верхній Пфальц. Входить до складу району Кам. Центр об'єднання громад Вайдінг.
Площа — 28,16 км2. Населення становить 2472 ос. (станом на 31 грудня 2020).